# WET!
《WET!》는 2023년에 웨이브와 A. tv에서 방송된 DJ 서바이벌 웹예능이다.

## 참가 레이블
- Airline (에어라인): 아포닉스, 에일로, 하키!, 아토미
- KASIA (카시아): 어드밴스드, 준코코, 반달락 (우승팀)
- LOOPS (룹스): 해이, 서린, 욱시, 예나
- NO WHERE NOW HERE (노 웨어 나우 히어): 아킨스, 보이드, 데니스, 스매셔
- OUTFOOT (아웃풋): 아소, 엠부쉬, 원더, 시엘로, 테이스티힐즈
- SMLE (스마일): 공스타, 하울, 틸릿, 트로이
- THE HIGHEST (더 하이스트): 에이션, 조니라잇데어, 콬, 누키, 유킵, 제트비
- Wonder Boys (원더보이즈): 아리, 차유, 주디, 이즈리얼
- Yellow Groove (옐로우 그루브) : 지단우, 강호, 원 데이 원 코크, STEFANO X RUTA, 토비러쉬